# Erik Karlsson (ishockeyspelare född 1994)
Erik Jinesjö Karlsson, född 28 juli 1994 i Lerum, är en svensk professionell ishockeyspelare som spelar i KooKoo i Liiga. 
Erik är äldre bror till ishockeyspelaren Anton Karlsson.
I NHL-draften 2012 blev han draftad i fjärde rundan, som nummer 99 totalt, av Carolina Hurricanes.

## Klubbar
- Lerums BK Moderklubb
- Frölunda HC 2008–2015
- Charlotte Checkers 2015–2017
- Timrå IK 2017–2018
- KooKoo 2018–